# Поле Бродмана 23
Поле Бродмана 23 (BA23) — ділянка мозку, що відповідає частиною задньої поясної кори. Вона розташована між Полем Бродмана 30 і Полем Бродмана 31 та перебуває на медіальній поверхні поясної звивини між поясною борозною й мозолистим тілом.

## Людина
Ця ділянка також відома як вентральне заднє поясне поле 23. Це підрозділ цитоархітектонічно визначеної поясної зони в корі головного мозку. В мозку людини, воно займає велику частину задньої поясної звивини, прилеглої до мозолистого тіла. На каудальному краю приблизно відмежоване  тім'яно-потиличною борозною. Цитоархітектонічно поле обмежене згори задньодорзальним поясним полем 31, рострально вентрально-переднім поясним полем 24, і вентрорострально в його каудальній половині ретроспленальною зоною (Поле Бродмана 29 і Поле Бродмана 30) (Бродман-1909).

## Людиноподібні
Поле Бродмана 23 є структурним підрозділом кори головного мозку мавпи, що визначається на основі цитоархітектоніки. Бродман розглядав його як топографічно і цитоархітектонічно гомологічне поєднанню вентрального заднього поясного Поля Бродмана 23 й вентрального заднього поясного Поля Бродмана 31 людини (Бродман-1909). Відмітні особливості (за Бродманом-1905): кора порівняно тонка; дрібні клітини переважають; клітинна щільність мультиформного шару (VI) велика, чітка межа з підкірковою білою речовиною; внутрішній зернистий шар (IV) досить добре розвинений; внутрішній пірамідальний шар (V) містить велику кількість круглих, середніх гангліозних клітин зосереджених на кордоні з шаром V.; шари V і VI вузькі з яскраво вираженою взаємною межею.

## Макака
У макаки дослідники Бонін і Бейлі (англ. Bonin and Bailey) описали дану ділянку, назвавши її LC, яка відповідає полю Бродмана 23. LC поле покриває задню частина поясної звивини й лежить у поясній борозні, де на нижній стінці воно є продовженням лобової кори.

### Підрозділи
Зона була далі підрозділена для макаки (Macaca fascicularis):
- 23і (внутрішнє)
- 23е (зовнішнє)
- 23v (вентральна), найбільш каудовентральна (нижня) частина і з найбільш розвиненим шаром IV.

Ще одна пропозиція для макаки (Макака резус)
- 23a, прилегле до мозолистої борозни, таким чином, ближче до Поля Бродмана 30 .
- 23b
- 23c

Подальший поділ 23б виглядає так.
- pv23b, постеровентральна частина для 23б, основні таламічні входи від передніх ядер.
- d23b, дорзальна частина підполя 23б, слабші зв'язки з передніми ядрами таламуса.